# Gotta Get Away
Gotta Get Away — пісня американського панк-рок гурту The Offspring видана 2 лютого 1995 року на лейблі Epitaph Records. Є четвертою піснею на альбомі та третім синглом з альбомі Smash (1994). Крім того, Gotta Get Away увійшла до збірки найкращих хітів гурту Greatest Hits у 2005 році. Трек був написаний під впливом більш ранньої пісні гурту під назвою «Cogs», яка була складена, ще коли The Offspring називались Manic Subsidal.
Сингл мав помірний комерційний успіх та досяг № 6 у чарті Billboard Modern Rock. Gotta Get Away не змогла досягти успіху таких хітів гурту, як «Come Out and Play» and «Self Esteem».
Сингл мав дві обкладинки: одна для CD видання, інша для видання на вінілових платівках.

## Список треків

### CD сингл
| #  | Назва               | Тривалість |
| -- | ------------------- | ---------- |
| 1. | «Gotta Get Away»    | 3:56       |
| 2. | «We Are One»        | 4:00       |
| 3. | «Forever and a Day» | 2:37       |

### Шведський CD maxi та U.K. 7" вінілова платівка
| #  | Назва                  | Тривалість |
| -- | ---------------------- | ---------- |
| 1. | «Gotta Get Away»       | 3:56       |
| 2. | «Smash» (Live version) | 3:01       |

### DVD видання
Кліп на пісню з'явився на виданні Complete Music Video Collection DVD у 2005 році.

## Хіт паради
Illegal chart entered UKrock|1
| Назва чарту (1994—1995)             | Найвище місце |
| ----------------------------------- | ------------- |
| Australia (ARIA)                    | 53            |
| Австрія (Ö3 Austria Top 75)         | 36            |
| Бельгія (Ultratop Flanders)         | 28            |
| Бельгія (Ultratop Wallonia)         | 21            |
| Canada Top Singles (RPM)            | 32            |
| Finland (Suomen virallinen lista)   | 6             |
| Нідерланди (Mega Single Top 100)    | 33            |
| Норвегія (VG-lista)                 | 18            |
| Швеція (Sverigetopplistan)          | 26            |
| Велика Британія (UK Singles Chart)  | 43            |
| США (Hot 100 Airplay) (Billboard)   | 58            |
| США (Alternative Songs) (Billboard) | 6             |
| США (Mainstream Rock) (Billboard)   | 15            |